# ジョン・エヴァシェッド
ジョン・エヴァシェッド（またはエバーシェッド、John Evershed、1864年2月26日 – 1956年11月17日）は、イギリスの天文学者。太陽黒点のまわりのガスの流れ（エバーシェッド効果、エバーシェッド流）を観測した。
サリーのw:Gomshallで生まれた。1906年から南インドの高原にあるコダイカナル天文台の副所長となり、後に所長となった。1909年、いわゆるエバーシェッド効果を発見した。太陽黒点周囲のガス螺旋状に吸い込まれているために黒点の周りのスペクトルの暗線が湾曲する現象である。
1915年に王立協会フェローに選出され、1918年王立天文学会ゴールドメダルを受賞した。サリーのEwhurstで没した。月のクレーターに名前が残されている。